# Roberto Maroni

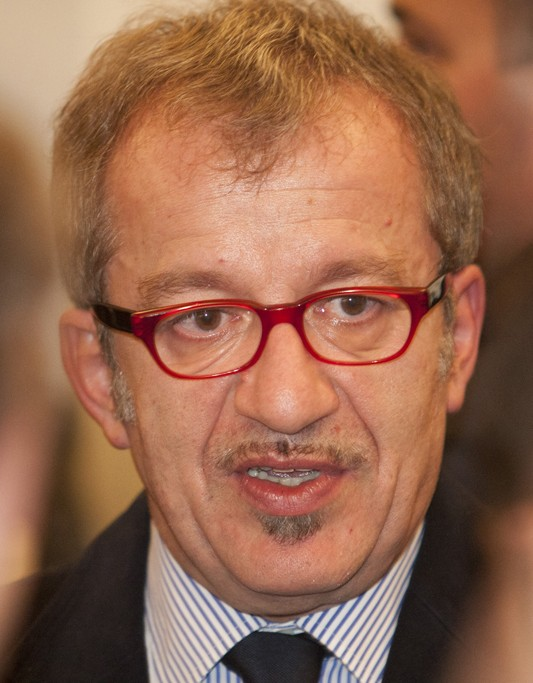
Roberto Maroni (2010)

Roberto Ernesto Maroni (* 15. März 1955 in Varese; † 22. November 2022 in Lozza) war ein italienischer Politiker der Lega Nord, Manager und Rechtsanwalt. In den Regierungen von Silvio Berlusconi war er italienischer Innenminister (Mai 1994–Januar 1995) und Arbeitsminister (Juni 2001–Mai 2006). Von Mai 2008 bis November 2011 bekleidete er erneut das Amt des Innenministers im vierten Kabinett Berlusconi. Von 2013 bis 2018 war er Präsident der Region Lombardei und von 2012 bis 2013 Parteivorsitzender der Lega Nord.

## Leben und Karriere
Maroni studierte Jura an der Universität Mailand und schloss 1979 mit einer Arbeit über das Zivilrecht ab. Nach zwei Jahren Tätigkeit als Rechtsmanager für verschiedene Firmen begann er seine Karriere als Rechtsanwalt.
In der Politik engagierte er sich zunächst in der linksradikalen Democrazia Proletaria, bevor er Umberto Bossi kennenlernte und sich 1990 der Lega Lombarda anschloss, deren Vorsitzender in seiner Heimatprovinz Varese er wurde. 1990 wurde er auch in den Stadtrat von Varese gewählt. 1992 errang er einen Sitz in der Abgeordnetenkammer für die neu gebildete Lega Nord, deren Fraktionsvorsitz er übernahm. Zugleich wurde er in den Parteivorstand der Lega gewählt und trug in Varese als versierter Wahlkämpfer zur erstmaligen Wahl eines Parteifreundes zum Bürgermeister einer Provinzhauptstadt bei.
Nach Berlusconis Wahlsieg im März 1994 wurde Maroni Innenminister und stellvertretender Ministerpräsident im Kabinett Berlusconi I, das von Mai 1994 bis Januar 1995 amtierte.
Die Koalition endete, nachdem der Chef der Lega Nord, Umberto Bossi, im November 1994 mit Massimo D’Alema von der KPI-Nachfolgepartei Partito Democratico della Sinistra (PDS) und mit dem Zentrumspolitiker Rocco Buttiglione Verhandlungen aufgenommen hatte, bei denen die Bildung des aus parteilosen Fachleuten bestehenden Kabinetts Dini vereinbart wurde. Dieses regierte bis Mai 1996; ihm folgten vier Kabinette ohne Beteiligung der Lega Nord (Prodi I, D’Alema I, D’Alema II, Amato II).
Im September 1996 war Maroni an Bossis sezessionistischer Initiative zur Gründung einer autonomen Republik Padanien beteiligt, in deren Folge er zu 4 Monaten und 20 Tagen Freiheitsstrafe wegen Widerstand gegen die Staatsgewalt verurteilt wurde.
Bei der Bildung des neuen Mitte-rechts-Bündnisses Casa delle Libertà im Vorfeld der Parlamentswahlen im Mai 2001 vertrat Maroni seine Partei bei der Ausarbeitung des gemeinsamen Wahlprogramms. Nach dem erneuten Wahlsieg der Konstellation erhielt er das Amt des Arbeits- und Sozialministers in den Kabinetten Berlusconi II und III (2001–2006). Nach dem Machtwechsel im Mai 2006 (Kabinett Prodi II) wurde Maroni in der 15. Legislaturperiode wieder Fraktionsvorsitzender der Lega Nord in der Abgeordnetenkammer und arbeitete im Auswärtigen Ausschuss sowie im Wahlausschuss mit.
Am 8. Mai 2008 wurde er mit dem Amtsantritt des Kabinett Berlusconi IV zum zweiten Mal italienischer Innenminister. Er schied vier Monate vor dem Ende dieses Kabinetts (16. November 2011) im Juli aus dem Amt. Nachfolger wurde einer seiner beiden Staatssekretäre, der damalige Lega-Nord-Politiker Michelino Davico.
Im Februar 2013 wurde er zum Präsidenten der Region Lombardei gewählt.
Er wendete sich als solcher (wie schon zuvor im Ministeramt) gegen die Einwanderung.
2021 zog sich Roberto Maroni krankheitsbedingt aus der Politik zurück.

## Ehrungen und Auszeichnungen
- 2008: Ritter des päpstlichen Piusordens[6]